# خف السيدة الجبلي
خف السيدة الجبلي (الاسم العلمي:Cypripedium montanum) هو نوع من النباتات يتبع جنس خف السيدة من الفصيلة السحلبية.